# Geoffrey Sserunkuma
Geoffrey Sserunkuma (ur. 6 lipca 1983 w Kampali) – ugandyjski piłkarz występujący na pozycji napastnika w Myda FC. Znalazł się w kadrze reprezentacji Ugandy na Puchar Narodów Afryki 2017.